# Swordfishtrombones
| 전문가 평가                   | 전문가 평가 |
| 평가 점수                     | 평가 점수   |
| 출처                          | 점수        |
| ----------------------------- | ----------- |
| AllMusic                      | [ 2 ]       |
| Encyclopedia of Popular Music | [ 3 ]       |
| Mojo                          | [ 4 ]       |
| Q                             | [ 5 ]       |
| Rolling Stone                 | [ 6 ]       |
| The Rolling Stone Album Guide | [ 7 ]       |
| Select                        | 5/5         |
| Uncut                         | [ 9 ]       |
| The Village Voice             | A−          |

《Swordfishtrombones》는 1983년 9월 1일, 아일랜드 레코드에서 발매된 미국의 싱어송라이터 톰 웨이츠의 여덟 번째 정규 음반이다. 이 음반은 웨이츠가 직접 프로듀싱한 첫 번째 음반이었다. 그의 이전 음반들과는 스타일적으로 다른 《Swordfishtrombones》는 기존의 피아노 기반의 작곡에서 벗어나 비범한 악기 연주와 다소 추상적이고 익스페리멘털 록 접근으로 나아간다.

## 배경
이 음반은 빌보드 200 차트에서 164위로 정점을 찍었다. 이 음반은 1983년 《NME》가 선정한 "올해의 음반" 중 2위에 올랐고, 1989년 《스핀》은 《Swordfishtrombones》를 역대 두 번째로 위대한 음반으로 선정했다. 2006년에 《Q》는 이 음반을 "80년대 최고의 음반 40장"에서 36위에 올렸다. 《피치포크》는 《Swordfishtrombones》를 1980년대 베스트 음반 11위로 선정했다. 《슬랜트 매거진》은 이 음반을 "1980년대 최고의 음반" 목록에서 26위에 올렸다.
2000년에는 콜린 라킨의 《All Time Top 1000 Albums》에서 374위로 뽑혔다.

## 커버 아트
커버 아트는 마이클 A. 러스가 배우 안젤로 로시토와 리 콜리마와 웨이츠를 보여주는 틴톤 사진이다.

## 곡 목록
모든 곡들은 톰 웨이츠에 의해 작사/작곡하였다.
| #  | 제목                                  | 재생 시간 |
| -- | ------------------------------------- | --------- |
| 1. | 〈Underground〉                       | 1:58      |
| 2. | 〈Shore Leave〉                       | 4:12      |
| 3. | 〈Dave the Butcher (기악)〉           | 2:15      |
| 4. | 〈Johnsburg, Illinois〉               | 1:30      |
| 5. | 〈16 Shells From a Thirty-Ought-Six〉 | 4:30      |
| 6. | 〈Town with No Cheer〉                | 4:22      |
| 7. | 〈In the Neighborhood〉               | 3:04      |

| #  | 제목                                       | 재생 시간 |
| -- | ------------------------------------------ | --------- |
| 1. | 〈Just Another Sucker on the Vine (기악)〉 | 1:42      |
| 2. | 〈Frank's Wild Years〉                     | 1:50      |
| 3. | 〈Swordfishtrombone〉                      | 3:00      |
| 4. | 〈Down, Down, Down〉                       | 2:10      |
| 5. | 〈Soldier's Things〉                       | 3:15      |
| 6. | 〈Gin Soaked Boy〉                         | 2:20      |
| 7. | 〈Trouble's Braids〉                       | 1:18      |
| 8. | 〈Rainbirds (기악)〉                       | 3:05      |